# Saint-Cloud
Saint-Cloud är en kommun i departementet Hauts-de-Seine i regionen Île-de-France i norra Frankrike. Kommunen ligger i kantonen Saint-Cloud som tillhör arrondissementet Boulogne-Billancourt. År 2022 hade Saint-Cloud 29 859 invånare.
Saint-Cloud är en närförort till Paris, belägen bortom Boulogne, ett par kilometer väst-sydväst om Paris innerstad. Platsen är uppkallad efter Clodoald. Här låg tidigare ett kungligt palats, Palais Saint-Cloud, köpt 1658 av Ludvig XIV:s bror "Monsieur", Filip I av Orléans. Palatset byggdes ut under flera år, och blev familjen Orléans huvudsakliga residens under 1700-talet.
Efter revolutionen övergick det i statens ägo och blev några år senare kejsar Napoleon I:s favoritresidens. Även Napoleon III använde slottet i hög grad. Under fransk-tyska kriget 1870 träffades slottet av flera bomber och brann ner fullständigt 13 oktober 1870.

## Befolkningsutveckling
Antalet invånare i kommunen Saint-Cloud
| Referens: INSEE |

## Villa dall'Ava
Rem Koolhaas enfamiljsvilla Villa dall'Ava från 1984–91 ligger i Saint-Cloud.